# ابررچ
ابررچ (به انگلیسی: Abererch) یک روستا در بریتانیا است که در گوینس واقع شده‌است. ابررچ ۱٬۳۵۴ نفر جمعیت دارد.